# Скадля
Скадля (пол. Skadla) — село в Польщі, у гміні Ґнойно Буського повіту Свентокшиського воєводства.
Населення — 196 осіб (2011).
У 1975—1998 роках село належало до Келецького воєводства.

## Демографія
Демографічна структура на день 31 березня 2011 року:
|          | Загалом | Допрацездатний вік | Працездатний вік | Постпрацездатний вік |
| -------- | ------- | ------------------ | ---------------- | -------------------- |
| Чоловіки | 93      | 15                 | 61               | 17                   |
| Жінки    | 103     | 20                 | 54               | 29                   |
| Разом    | 196     | 35                 | 115              | 46                   |